# 高坎乡
高坎乡，是中华人民共和国四川省宜宾市筠连县曾经下辖的一个乡。2019年8月，撤销高坎乡，将其所属行政区域划归镇舟镇管辖。

## 行政区划
高坎乡撤销前下辖以下地区：
五星村、凤凰村、红旗村、大地村、顺河村、红花村、花山村和顺利村。